# یاکریم بربری
یاکریم بربری یا قمری گردن‌حلقه‌ای (نام علمی: Streptopelia risoria) نام یک گونه از تیره کبوتران است.

## نگارخانه

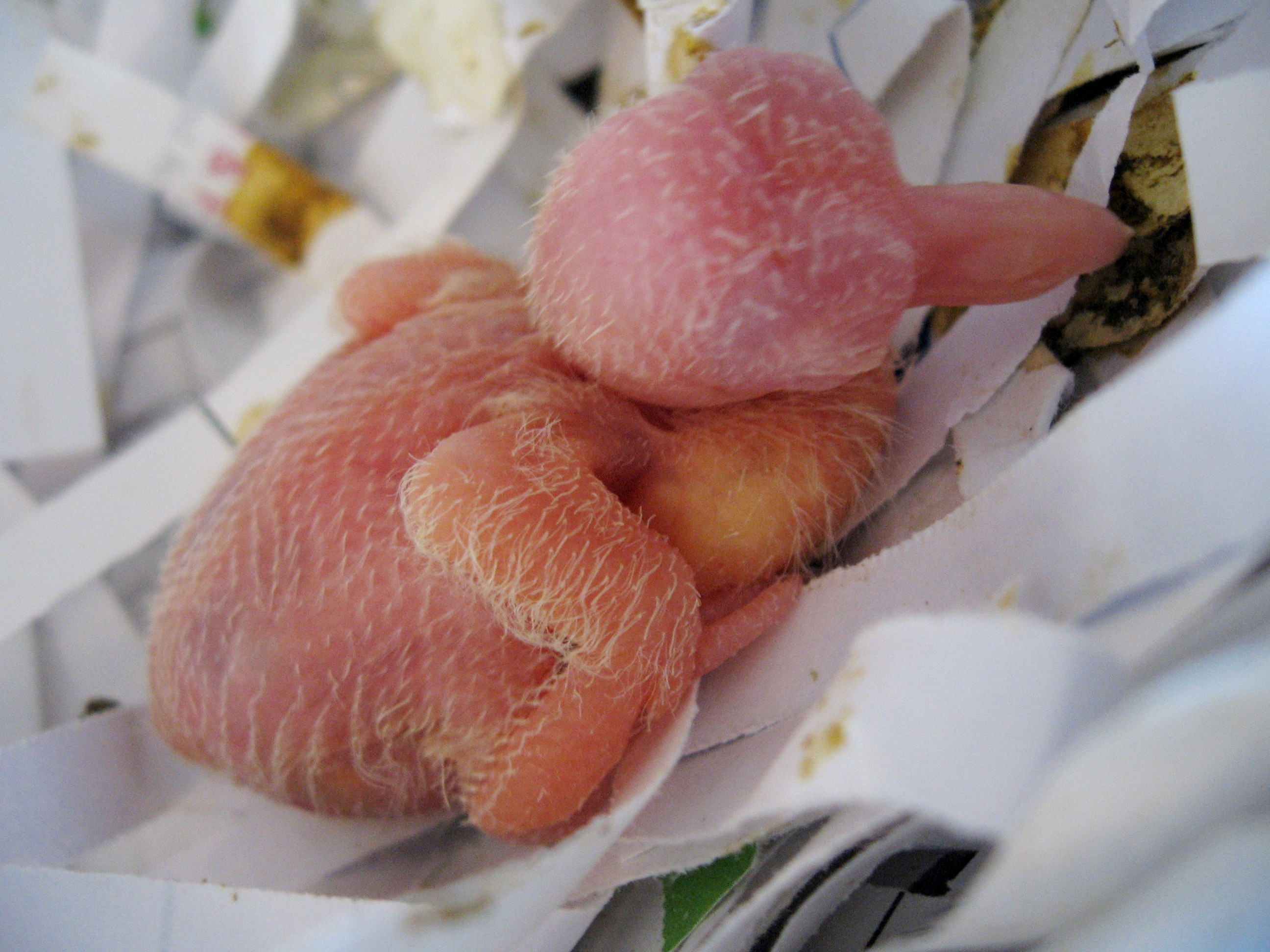
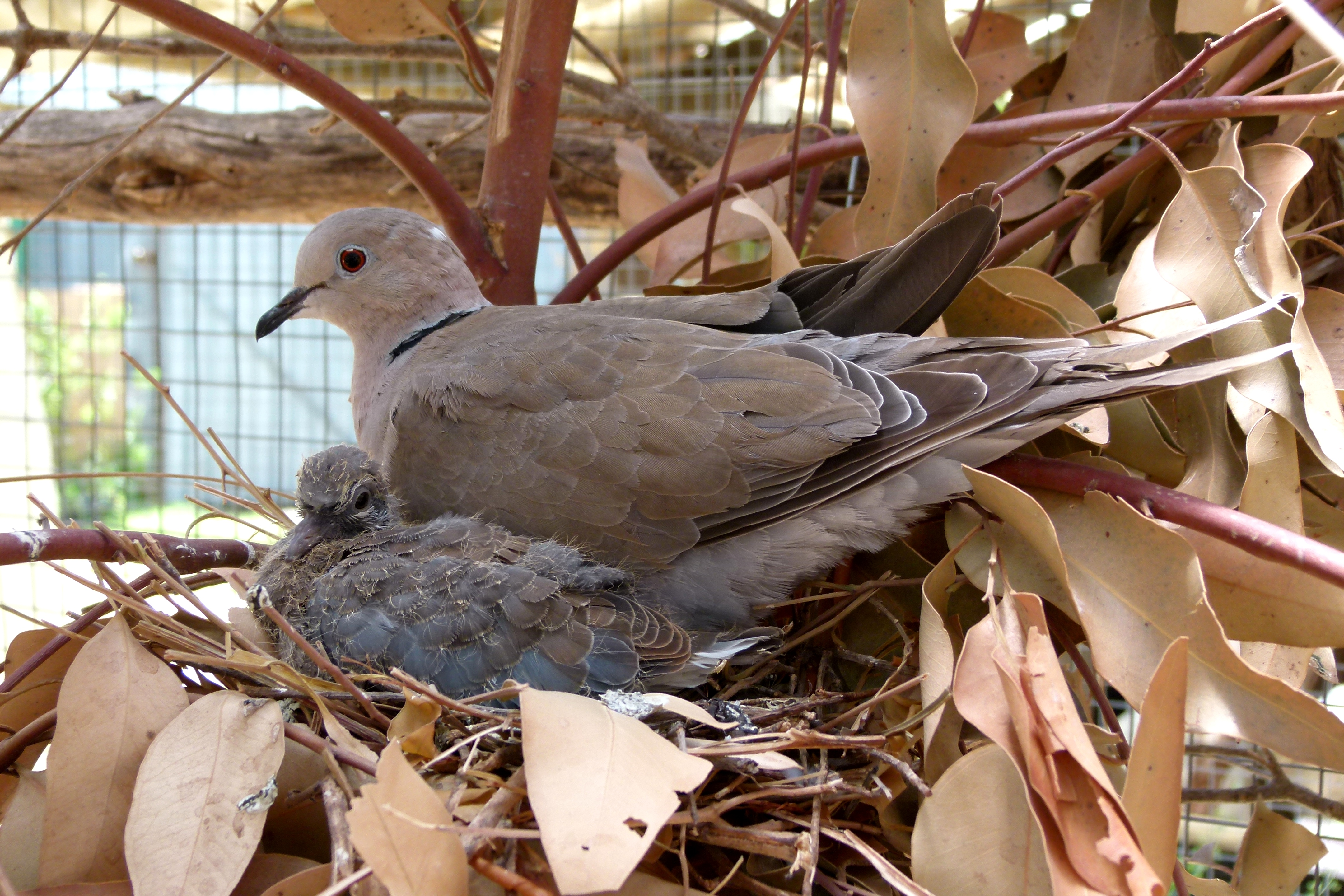
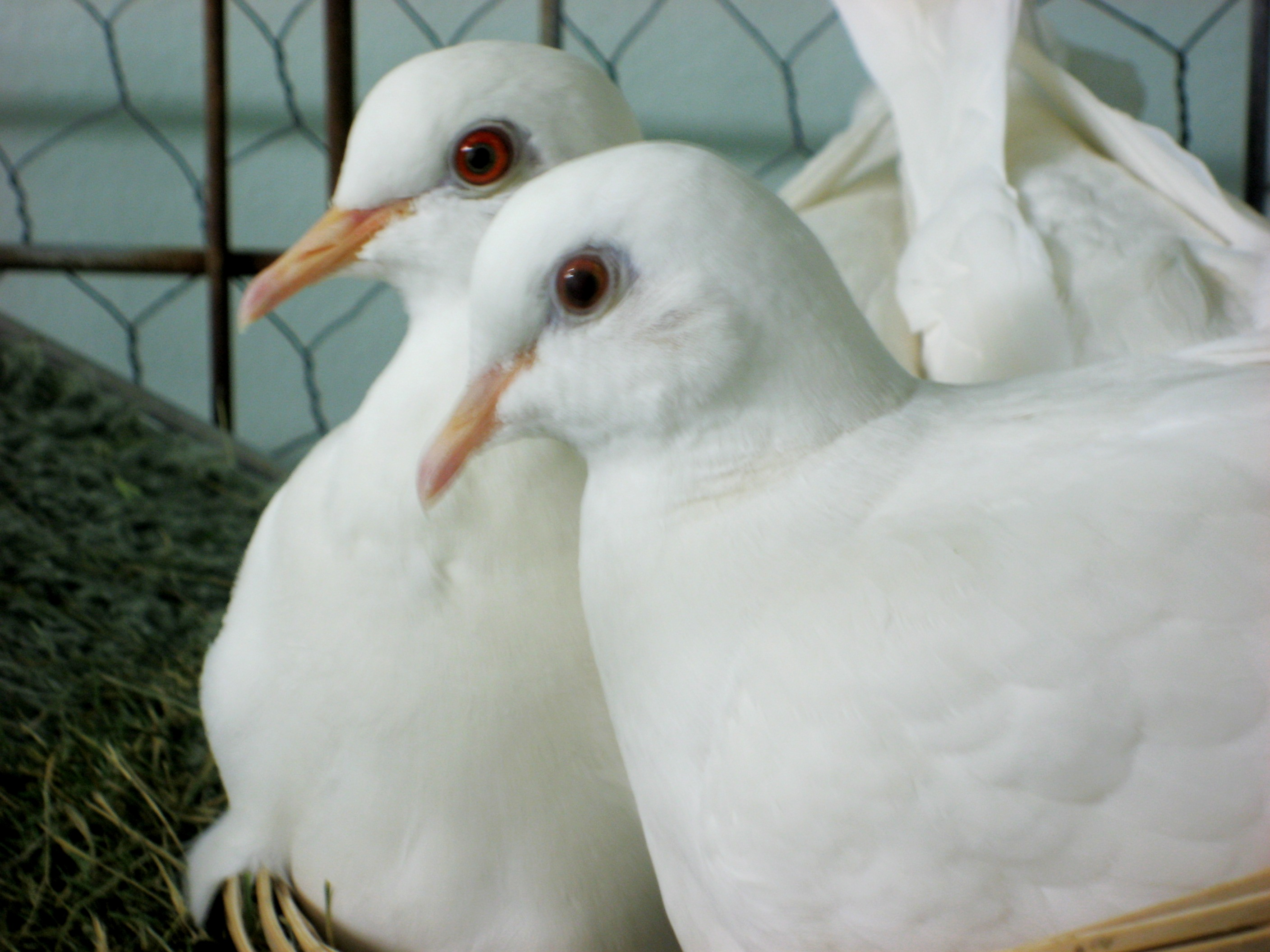